# Shimanovsk
Shimanovsk (en ruso: Шима́новск) es una localidad rusa de Amur ubicado en el río Bolshaya Pyora (afluente del Zeya) a 250 km al noroeste de Blagoveshchensk. Según el censo del año 2000, la población era de 19.815 habitantes.

## Historia
La villa fue fundada en 1910 al mismo tiempo que la construcción del ferrocarril del Amur. La población se construyó con el nombre de Pyora hasta que en 1914 fue renombrado a Gondatti en homenaje del [entonces] gobernador del óblast: Nikolai Gondatti. En 1920 volvió a ser rebautizada como Vladimiro-Shimanovskiy en memoria del ingeniero ferroviario y también miembro del Ejército Rojo: Vladimir Shimanovskiy, fallecido en la Guerra Civil Rusa. En 1950, la localidad recibió el estatus de ciudad y acortó el nombre por el de Shimanovsk.
Durante la construcción de la línea Baikal-Amur en los años 70, la población empezó a crecer debido a la producción de materiales para la construcción.

## Demografía
| 1939   | 1959   | 1970   | 1979   |
| ------ | ------ | ------ | ------ |
| 13 500 | 17 700 | 16 900 | 25 600 |
| 1989   | 1992   | 2002   | 2008   |
| 26 300 | 26 500 | 22 267 | 21 923 |

## Climatología
La temperatura media de enero es de -25,6 °C y la temperatura mínima absoluta ronda los -49 °C. En cuanto a la media de julio es de 20,6 °C.
A primeros de septiembre empiezan las primeras heladas acompañadas durante el mes siguiente con las primeras nevadas que duran hasta abril, cuando empieza el deshielo.
Durante el equinoccio de primavera se pueden observar rachas de vientos de 20 m/s mientras que en otoño, el viento es más débil. La media de la presión atmosférica anual esta sobre lo normal. La humedad ronda del 50% al 60%.
En cuanto a las horas de sol hay 310 días cortos al año.

## Economía y transporte
La materia prima de la localidad son la producción de maquinaria pesada y materiales para la construcción como grúas y perforadoras.
La ciudad está conectada con el Transiberiano a través de la estación férrea y con el aeropuerto de Shimanovsk a 4 km al suroeste.